# Wołodymyr Hrabinski
Wołodymyr Ołeksandrowycz Hrabinski, ukr. Володимир Олександрович Грабінський (ur. 15 stycznia 1974 we Lwowie) – ukraiński szachista i trener szachowy, mistrz międzynarodowy od 2003 roku.

## Kariera szachowa
Posiada duże osiągnięcia jako szkoleniowiec, do jego wychowanków należą m.in. Andrij Wołokitin, Jurij Kryworuczko, Michaiło Oleksienko, Martin Krawciw, Jurij Wowk, Andriej Wowk i Jarosław Żerebuch.
Do jego sukcesów w turniejach międzynarodowych należą:
- dz. II m. w Calvi (2005), za Jurijem Kryworuczko, wspólnie z Hichamem Hamdouchim, Wadimem Małachatko, Władimirem Bakłanem i Borysem Czatałbaszewem).
- dz. II m. w Guingamp (2007), za Dejanem Bożkowem, wspólnie z Damienem Le Goffem(inne języki) i Dimitarem Marcholewem.

Najwyższy ranking w dotychczasowej karierze osiągnął 1 lipca 2003 r., z wynikiem 2407 punktów zajmował wówczas 133. miejsce wśród ukraińskich szachistów

## Wybrane publikacje
- Władimir Grabinski, Andrij Wołokitin, Laboratorium Arcymistrza (wyd. Penelopa, 2007) ISBN 83-86407-71-9